# Toyota Verossa
Toyota Verossa (яп. トヨタ・ヴェロッサ, укр. Тойота Веросса) — седан, що вироблявся компанією Toyota для внутрішнього японського ринку, що продавався через японську дилерську мережу Toyota Netz Store, і в інші країни офіційно не поставлявся. 

## Опис

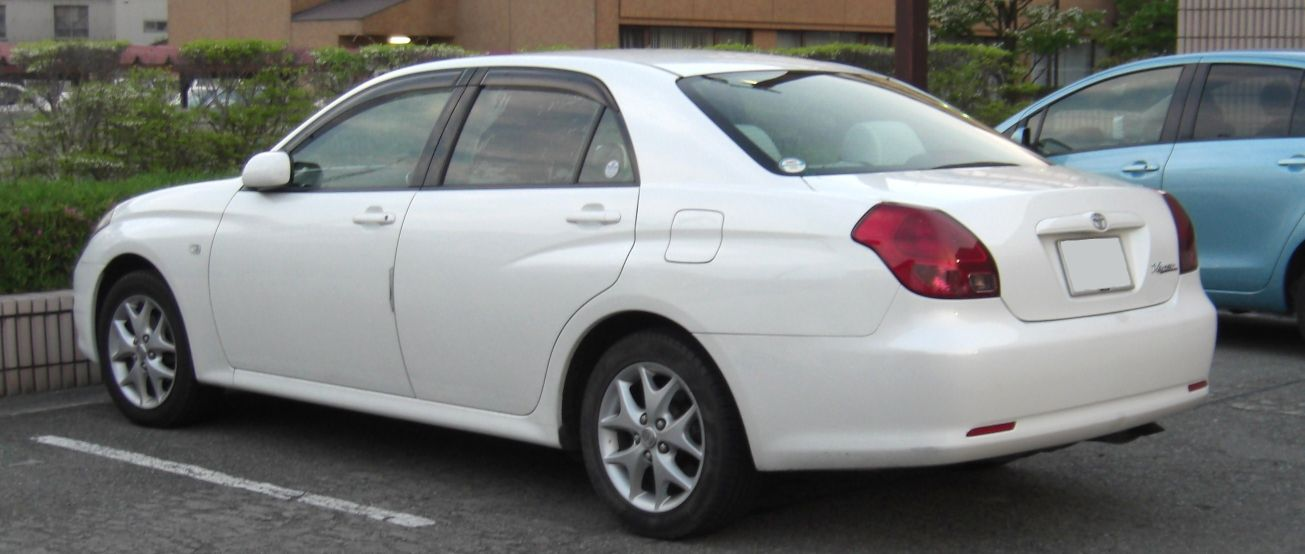
Toyota Verossa (X110)

Габарити автомобіля і об'єм двигуна перевищили доступні з пропонованих покупцям седанів з передньомоторним і задньоприводним компонуванням. Веросса продавалася паралельно з Toyota Camry, що мала аналогічні габарити і передній привід. Перевагою Веросси була можливість реалізації системи повного приводу, чого Камрі не могла запропонувати. Веросса, з'явившись в липні 2001 року, також продавалася через Toyopet Store (як Progrès) і Toyota Store (як Brevis).
Toyota прагнула замінити застарілі моделі Toyota Mark II, Chaser і Cresta, виробництво яких закінчилося в 2000 році, поєднуючи спортивний характер Чейзера з багатим оснащенням Хрести, в автомобілі, який вийшов би меншим Toyota Crown, полюбився японським покупцям автомобілів класу люкс упродовж десятиліть. Веросса була великою версією Toyota Altezza, яка випускалася з 1998 року, і мала хороший рівень продажів, будучи представницькою моделлю з потужним рядним шести-циліндровим двигуном і заднім приводом. У підсумку, випуск Веросси був закінчений у 2003 році в зв'язку зі зменшенням обсягу продажів. За ці роки було випущено близько 24 000 автомобілів.

## Двигуни
- 2.0 л 1G-FE I6
- 2.5 л 1JZ-FSE I6
- 2.5 л 1JZ-GTE I6 турбо